# Francisco da Silveira Pinto da Fonseca Teixeira
Pour les articles homonymes, voir Silveira, Pinto, Fonseca et Teixeira.
Francisco da Silveira Pinto da Fonseca Teixeira (1er septembre 1763 – 27 mai 1821), comte d'Amarante, est un militaire portugais, ayant le grade de brigadier, puis de lieutenant-général, combattant contre les forces napoléoniennes. En mars 1809, il dirige le siège de Chaves contre les Français puis empêche ses ennemis de prendre Amarante durant la deuxième invasion française au Portugal (avril-mai 1809). En juin 1813, il participe également à la Bataille de Vitoria.